# Дуэ (округ)
Дуэ (фр. Douai) — округ (фр. Arrondissement) во Франции, один из округов в регионе О-де-Франс. Департамент округа — Нор. Супрефектура — Дуэ.
Население округа на 2019 год составляло 245 092 человека. Плотность населения составляет 514 чел./км². Площадь округа составляет 476,6 км².

## Состав
Кантоны округа Дуэ (после 22 марта 2015 года):
- Аниш
- Дуэ
- Орши
- Сен-ле-Нобль

Кантоны округа Дуэ (до 22 марта 2015 года):
- Арле
- Дуэ-Нор
- Дуэ-Нор-Эст
- Дуэ-Сюд
- Дуэ-Сюд-Вест
- Маршьенн
- Орши